# Hof van Melijn

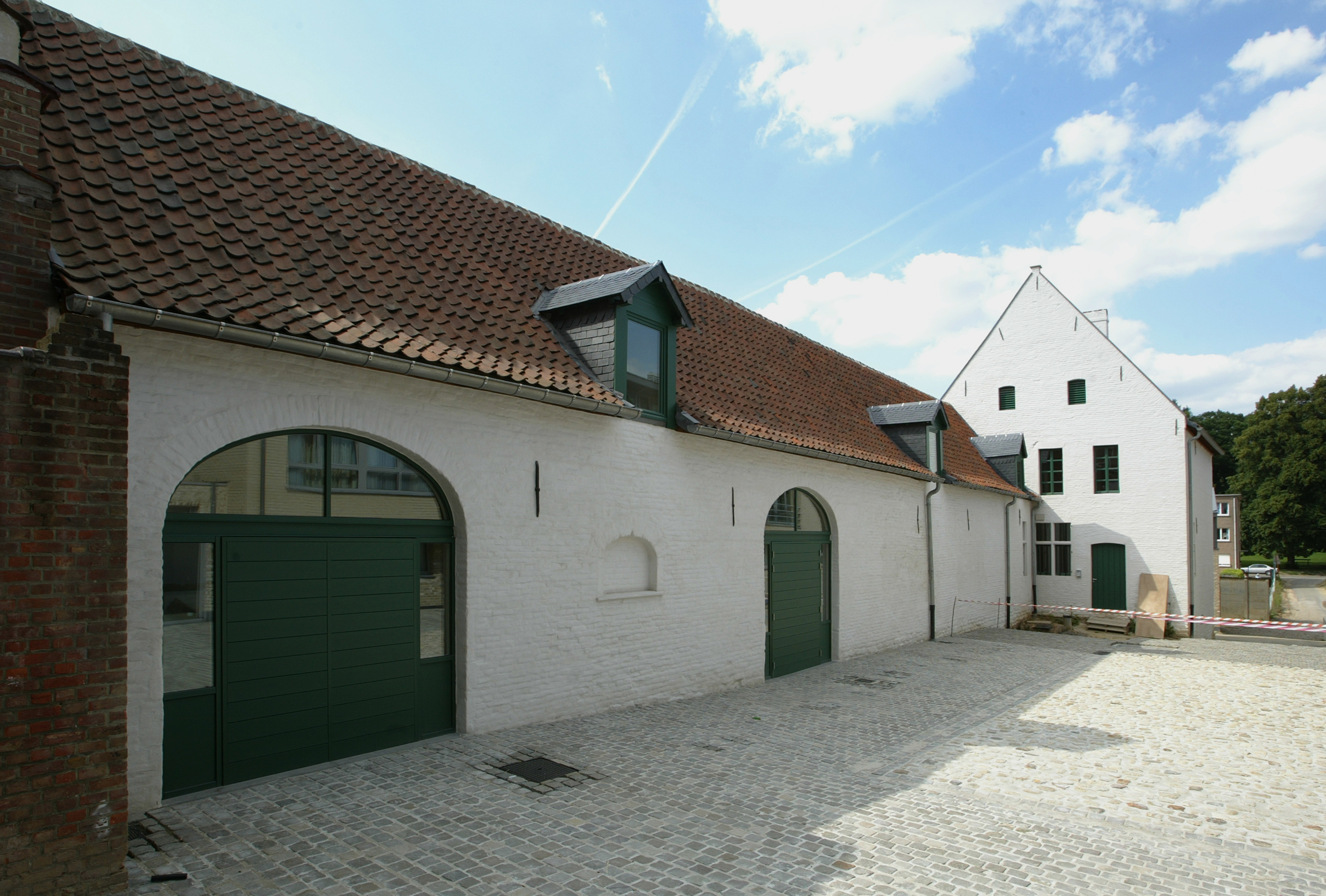

Het Hof van Melijn was van 2007 tot 2016 een gemeentelijk museum aan de Melijndreef 6 in het Belgische Tervuren. Het was gewijd aan het historisch verleden en de kunst van Tervuren. Na de sluiting van het privé-museum "Het Schaakbord" van de vereniging Vrienden van de School van Tervuren in het voorjaar van 2007, werd een belangrijke collectie van de diverse generaties van deze School evenals de collecties van de heemkundige kring van Tervuren ondergebracht in het Hof van Melijn. Door stabiliteitsproblemen van het gebouw, is dit museum in 2016 definitief gesloten.Het museum belichtte enerzijds de ‘School van Tervuren’, een groep landschapschilders die omstreeks 1860 actief waren in Tervuren. Anderzijds verwezen een aantal schilderijen, gravures en objecten naar het verleden van de gemeente. Het museum was gevestigd in de hoeve 'Hof van Melijn', een 18de-eeuwse boerenwoning met gekasseid erf die sinds 1962 als monument beschermd is. Het pand dankt zijn naam wellicht aan de eerste burggraaf van Tervuren, Arnoldus van Melijn. Het hof zou uit 1325 dateren en tot 1925 dienst gedaan hebben als boerderij. De gemeente gaf (omdat er op termijn een nieuw museum komt in het Hoefijzer-complex van de Panquinkazerne) het Hof van Melijn na 2018 in erfpacht aan een nieuwe uitbater, die er een  culturele plek van maakte (cultuurcafé, tentoonstellingsruimte,...)
Het Hof van Melijn herbergt sinds 2019 7 kunstateliers waarin een 14 tal kunstenaars met uiteenlopende disciplines hun creativiteit kunnen uitten.
Ook een eetcafé De Hopnar heeft hier zijn onderkomen gevonden. Het restaurant stelt maandelijks werk van plaatselijke kunstenaars tentoon.